# Charlotte Girard
Charlotte Girard (ur. 7 września 1974) – francuska polityk, prawniczka i nauczyciel akademicki, koordynatorka programu wyborczego Niepokornej Francji (LFI).

## Życiorys
Kształciła się na Université Panthéon-Sorbonne, gdzie w 1994 uzyskała licencjat, a w 1995 magisterium z prawa publicznego. W 1996 uzyskała dyplom DEA, w 2004 doktoryzowała się na macierzystym uniwersytecie. W 2012 otrzymała dyplom habilitacyjny HDR. Została nauczycielem akademickim (maître de conférences) na Université Paris-Nanterre, gdzie zajęła się m.in. prowadzeniem wykładów z zakresu prawa konstytucyjnego.
Zaangażowała się również w działalność polityczną w ramach Partii Socjalistycznej. Została bliską współpracowniczką Jeana-Luca Mélenchona. Współtworzyła z nim stowarzyszenie polityczne „Pour la République sociale”, następnie dołączyła do założycieli Partii Lewicy. Od 2016 związana z ruchem politycznym La France insoumise. Obok Jacques'a Généreux była odpowiedzialna za program tego ugrupowania oraz program prezydencki jego przywódcy, który wskazywał ją jako swoją kandydatkę na urząd premiera.
W lipcu 2018 została wskazana jako główny (obok Manuela Bomparda) kandydat LFI w wyborach europejskich w 2019. W listopadzie 2018 zadeklarowała jednak, że nie obejmie na liście wyborczej czołowego miejsca. Zrezygnowała później z działalności w LFI. W 2020 dołączyła do rady doradczej think tanku Intérêt général.